# Брунмайр, Рональд
Ро́нальд Бру́нмайр (нем. Ronald Brunmayr; род. 17 февраля 1975, Штайр, Верхняя Австрия) — австрийский футболист, выступавший на позиции нападающего. В настоящее время — футбольный тренер.

## Клубная карьера
Брунмайр начал свою профессиональную карьеру с «Линц», дебютировал в Австрийской бундеслиге в августе 1994 года и позже был подписан венским грандом, «Аустрия», в 1996 году. Он перешёл в «Рид» после двух лет со столичным клубом и снова два года спустя сменил клуб, став игроком ГАКа, с которым он выиграл кубок Австрии, стал футболистом года страны и стал лучшим бомбардиром чемпионата. Затем он присоединился к «Штурм Грац», затем вернулся в «Рид». Последним профессиональным клубом Брунмайра стал «Кернтен». В 2011 году стал игроком «Гарстена», который был его первым клубом ещё на молодёжном уровне играл за клуб до июля 2012 года, после чего завершил карьеру игрока.

## Международная карьера
Он дебютировал в сборной Австрии в августе 2000 года в матче против Венгрии, всего сыграл 8 матчей, забив один гол. Его последний международный матч (товарищеский) состоялся в марте 2003 года против Шотландии.

## Тренерская карьера
После завершения карьеры игрока получил лицензию УЕФА категории А и занялся тренерской деятельностью в футбольной академии города Линц. Являлся тренером команды U15. После нескольких лет в «Юниорс» во время зимнего перерыва сезона 2018/19 Брунмайр вернулся в «Линц». В сезоне 2019/20 он вернулся в «Юниорс» в качестве помощника тренера Геральда Шайблехнера. Во время зимнего перерыва того сезона он снова покинул «Юниорс». В январе 2020 года он стал тренером «Блау-Вайсс Линц». В сезоне 2020/21 он помог клубу добиться наибольшего успеха в истории — выиграть второй дивизион. После завоевания чемпионского титула Брунмайр через полтора года покинул «Блау-Вайс». Перед сезоном 2021/22 он стал помощником тренера Оливера Гласнера во франкфуртском «Айнтрахте». 18 мая 2022 года его клуб выиграл Лигу Европы.

## Достижения
- Обладатель Кубка Австрии: 2001/02
- Обладатель Суперкубка Австрии: 2000, 2002
- Лучший бомбардир Австрийской Бундеслиги: 2001/02